# 雅基諾岩
63°26′S 58°24′W / 63.433°S 58.400°W
雅基諾岩（英語：Jacquinot Rocks）是南極洲的岩石，位於特里尼蒂半島北岸，處於洪布龍岩和杜科爾普斯角之間，在1946年由英國研究隊繪入地圖，現時由南極條約體系管理。